# Taboiaki (Nonouti)
Taboiaki ist ein Ort in der zentralen Gruppe des pazifischen Archipels der zum Inselstaat Kiribati gehörenden Gilbertinseln nahe dem Äquator mit einer Landfläche von 1,73 km². Der Ort liegt auf dem Atoll Nonouti; es ist dessen größte Siedlung mit 667 Einwohnern im Jahr 2020 (2015: 693) und damit etwa 25 % der Einwohner von Nonouti. Am Ort steht das größte Versammlungshaus (Maneaba) von Kiribati. Hier wurde auch die erste katholische Missionsstation in den 1880er Jahren gegründet.